# پیگ لاتین
پیگ لاتین یک بازی زبان که در آن کلمات در زبان انگلیسی تغییر می‌کند. هدف این بازی پنهان کردن معنی کلمات از کسانی است که با قوانین آشنا نیستند. اشاره به لاتین یک نام گمراه‌کننده است. چرا که این فقط یک زبان تخصصی است و یک زبان خارجی نامفهوم نیست.

## قوانین
برای کلماتی که با صداهای صامت شروع می‌شوند، همه حرف‌ها اولیه قبل از اولین واکه در پایان کلمه قرار می‌گیرند. سپس "ay" (برخی از مردم فقط "a") اضافه می‌شود مانند نمونه‌های زیر:
- "pig" → "igpay"
- "banana" → "ananabay"
- "trash" → "ashtray"
- "happy" → "appyhay"
- "duck" → "uckday"
- "glove" → "oveglay"

برای کلماتی که با واکه شروع می‌شوند فقط یک "yay" به آخر آن اضافه می‌کنند مثلاً:
- "eat" → "eatyay"
- "omelet" → "omeletyay"
- "are" → "areyay"

روش کمتر معمول دیگر افزودن "way" (یا "wa") به پایان کلماتی است که با واکه آغاز می‌شوند:

## سایر زبان‌ها
در سایر زبان‌ها نیز روش های مشابهی دیده می‌شود. به عنوان مثال می‌توان به الگوی زبان زرگری در زبان فارسی اشاره کرد.